# Derwentwater
Derwentwater es uno de los principales cuerpos de agua del Distrito de los Lagos, en el noroeste de Inglaterra. Se encuentra en el distrito de Allerdale del condado de Cumbria. El lago se extiende por parte de Borrowdale, justo al sur de la localidad de Keswick. Es alimentado por las aguas del río Derwent. Tiene una longitud de 4,8 km, una anchura máxima de 1,9 km y una profundidad de 22 m. Cuenta con varias islas, una de las cuales está deshabitada. 
Derwentwater se enmarca en un paraje de gran belleza paisajística. El lago está rodeado por colinas y bosques que se extienden por las pendientes que llevan hasta el agua. Cuenta con siete embarcaderos comunicados por diversas líneas regulares de embarcaciones, los más populares de los cuales son Keswick, Portinscale y Lodore Falls, donde se pueden alquilar barcos. El senderismo es una importante actividad turística en la zona, para lo cual existen numerosos caminos que atraviesan sus colinas y bosques. Por la costa este discurre la carretera Keswick—Borrowdale, que cuenta con una línea regular de autobuses. Por la costa oeste existe un camino que conecta las villas de Grange y Portinscale.
Se cree que el lago es el último hábitat nativo del Coregonus vandesius, un pez de agua dulce. Las islas con que cuenta el lago son: Derwent, Lord's, St Herbert's, Rampsholme, Park Neb, Otter y Otterbield. El lago fue escenario del rodaje de la escena del castillo de Maz Kanata en la exitosa película Star Wars: Episodio VII - El despertar de la Fuerza, estrenada en 2015.

Panorama de Keswick y el lago Derwentwater.